# Metiltriptamina
N-Metiltriptamina (NMT), ou metiltriptamina, é um membro da classe química das triptaminas. É um alcaloide provavelmente derivado do L-triptofano, que tem sido encontrado no súber, brotos e folhas de diversas plantas, incluindo a Virola, Acacia, Mimosa e Desmanthus frequentemente junto com os compostos relacionados N,N-dimetiltriptamina (DMT) e 5-metoxi-N,N-dimetiltriptamina (5-MeO-DMT).